# Botijo

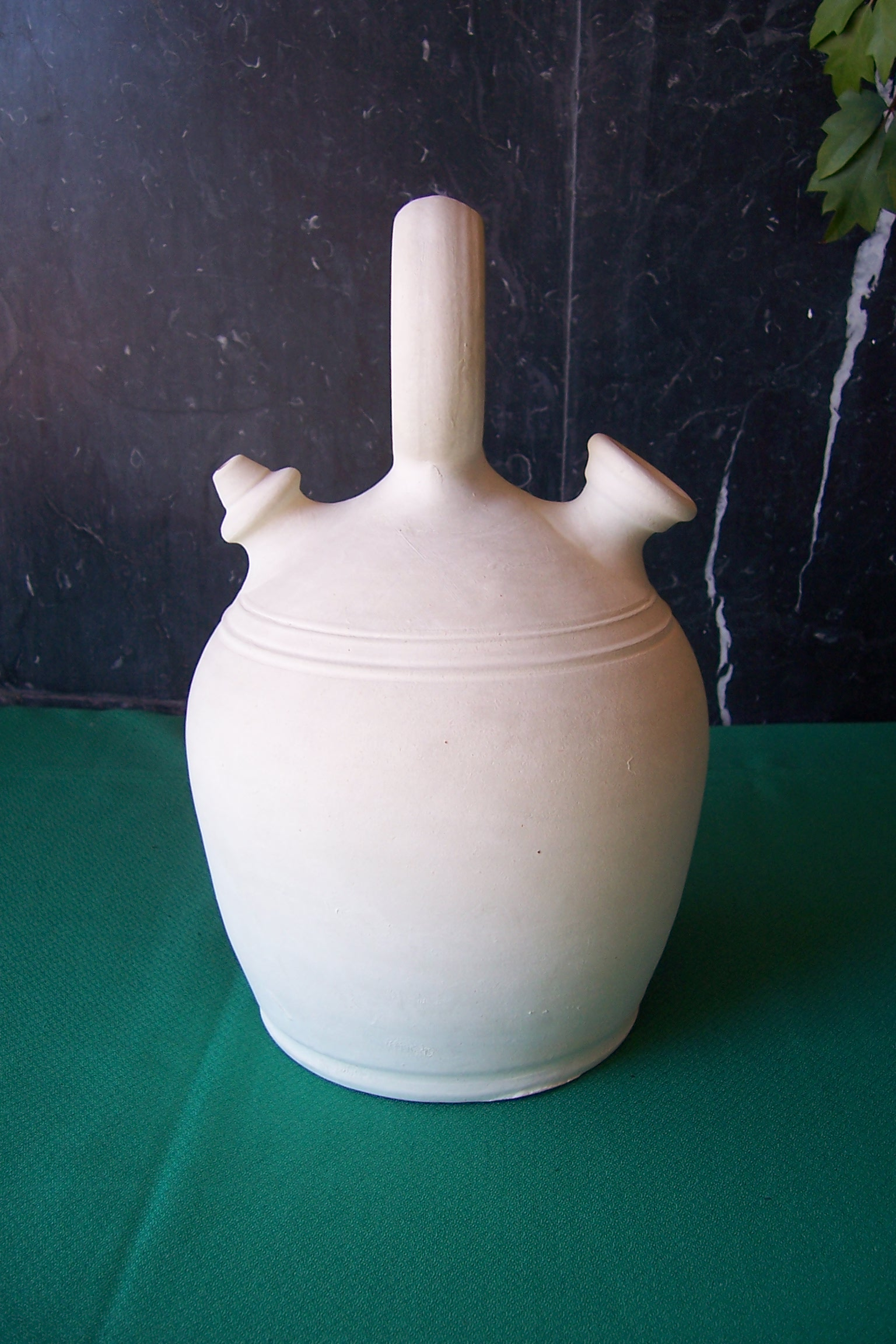
Botijo bianco.

Il botijo è un contenitore per liquidi, in ceramica, diffuso in Spagna. Ha un manico e due fori, uno più grande per riempire il contenitore e un più piccolo per spillarne il contenuto. Costruito in terracotta, ha la proprietà di rinfrescare il liquido che contiene grazie all'evaporazione del liquido stesso che traspira dalla porosità della terracotta non smaltata (2,219 kilojoulie per grammo di acqua evaporata).